# Colaboración en masa
La colaboración en masa es una forma de acción colectiva que ocurre cuando un gran número de personas trabaja de manera independiente en un mismo proyecto, a menudo de naturaleza modular. Dichos proyectos suelen tener lugar en Internet utilizando software social y herramientas de colaboración como las tecnologías wiki, que proporcionan un sustrato hipertextual potencialmente infinito dentro del cual se puede ubicar la colaboración. El software de código abierto como Linux se desarrolló a través de una colaboración masiva. 
La modularidad permite que una gran cantidad de experimentos proceda en paralelo, con diferentes equipos trabajando en los mismos módulos, cada uno proponiendo diferentes soluciones. La modularidad permite ensamblar fácilmente diferentes "bloques", lo que facilita la innovación descentralizada.

## Diferencias con otras formas

### Cooperación
La colaboración masiva difiere de la cooperación masiva en que los actos creativos que tienen lugar requieren el desarrollo conjunto de entendimientos compartidos. Por el contrario, los miembros del grupo involucrados en la cooperación no necesitan participar en una negociación conjunta de entendimiento; pueden simplemente ejecutar instrucciones de buena gana.   

### Foro en línea
Aunque una discusión en línea es ciertamente colaborativa, la colaboración masiva difiere de un gran foro, lista de correo electrónico, tablón de anuncios, sesión de chat o discusión grupal. La estructura de la discusión de publicaciones separadas e individuales a través de la comunicación por turnos, significa que el contenido textual no toma la forma de un cuerpo único y coherente.

### Coautoría
La actividad puede parecer idéntica a la de coautoría. De hecho, lo es, con la excepción de las relaciones implícitas y explícitas formadas por la interdependencia que muchos sitios dentro de una colaboración masiva comparten a través del hipertexto y la coautoría con diferentes conjuntos de colaboradores. Esta interdependencia de sitios colaborativos en coautoría de un gran número de personas es lo que le da a una colaboración masiva una de sus características más distintivas: una colaboración coherente que emerge de la colección interrelacionada de sus partes. 

### Herramientas colectivas en línea
Muchas de las aplicaciones web asociadas con los tableros de anuncios o foros pueden incluir una amplia variedad de herramientas que permiten a las personas realizar un seguimiento de los sitios y el contenido que encuentran en Internet. Los usuarios pueden marcar desde su navegador editando el título, agregando una descripción y lo más importante clasificando usando etiquetas. Otras herramientas no colectivas también se utilizan en entornos de colaboración masiva, como comentarios, calificación y evaluación rápida.